# Digitaria pennata
Digitaria pennata là một loài thực vật có hoa trong họ Hòa thảo. Loài này được (Hochst.) T.Cooke mô tả khoa học đầu tiên năm 1908.